# Sandro Porchia
Sandro Antonio Porchia (Olpe, 14 giugno 1977) è un dirigente sportivo ed ex calciatore italiano con cittadinanza tedesca, di ruolo difensore.

## Carriera

### Calciatore
Nato in Germania ma originario di Montalto Uffugo in provincia di Cosenza, Porchia esordisce in Serie D con il Ragusa, con cui gioca in prima squadra nel 1995-1996 allenato da Gaetano Auteri.
Nel settembre 1996 debutta tra i professionisti con la maglia del Savoia, militante in Serie C1. In quella stagione la formazione bianconera conclude il campionato al terzo posto, supera l'Atletico Catania nelle semifinali dei play-off ma perde la finale contro l'Ancona per 1-0 in gara unica allo Stadio Olimpico di Roma. Il salto di categoria arriva tuttavia due anni più tardi, quando Porchia disputa per intero tutte e tre le partite dei play-off nelle quali il Savoia supera il Palermo in semifinale e la Juve Stabia nella finalissima disputata allo Stadio Partenio di Avellino. Il campionato di Serie B 1999-2000, nel quale Porchia realizza le sue prime tre reti da professionista, segna il suo esordio personale nella serie cadetta, concluso però con la retrocessione.
Nell'estate 2000 Porchia si trasferisce al Crotone, con cui continua a giocare in Serie B e di cui diventa capitano. Dopo il nono posto della stagione 2000-2001, il club pitagorico retrocede in Serie C1 l'anno seguente. Il giocatore rimane comunque in rosa e, sotto la guida tecnica di Gian Piero Gasperini, contribuisce alla promozione in Serie B al termine della stagione 2003-2004, nella quale totalizza 9 gol in 33 presenze di campionato più altre 3 reti nelle 4 gare dei play-off vinti contro Benevento e Viterbese. La sua notevole produzione offensiva, nonostante il ruolo di difensore, è favorita dal fatto di essere rigorista e comprende anche alcune reti su calcio di punizione. Nella stagione 2004-2005, con il Crotone tornato in Serie B, contribuisce al raggiungimento della salvezza mettendo a segno anche 6 reti. Includendo i play-off, nei cinque anni a Crotone colleziona complessivamente 172 presenze e 26 gol.
Nel giugno 2005 viene acquistato a titolo definitivo dal Rimini, società neopromossa in Serie B, con cui firma un contratto triennale. Nella stagione d'esordio in biancorosso contribuisce alla conquista della salvezza. Nella prima parte del campionato di Serie B 2006-2007, che vedeva la presenza anche di corazzate come Juventus, Napoli e Genoa, trova meno spazio a causa della concorrenza dei difensori centrali Milone, Peccarisi e Digão, oltre che per uno stiramento. Nel girone di ritorno riconquista tuttavia il posto da titolare, in una difesa condizionata dagli infortuni dei già citati compagni. Quell'anno i romagnoli lottano per la promozione chiudendo però quinti. Il suo terzo e ultimo anno a Rimini è il 2007-2008, in cui si conferma titolare in gran parte delle partite.
Al termine del triennio riminese, Porchia diventa un giocatore del Grosseto nel giugno 2008, rappresentando il primo acquisto per il secondo anno di Serie B del club. Con i maremmani rimane una stagione, durante la quale colleziona complessivamente 24 presenze in campionato, concentrate perlopiù tra agosto e marzo. Tra aprile e giugno disputa solo una partita, a Rimini contro la sua ex squadra, e non scende in campo neppure nelle due semifinali play-off contro il Livorno che la squadra disputa a giugno.
Nel luglio 2009 approda per la prima volta in carriera al Cosenza, squadra della sua terra d'origine, con cui firma un contratto triennale. Gioca 28 partite di campionato e mette a segno due gol su punizione contro Foggia e Giulianova. Nonostante la durata del contratto, la sua permanenza con i "lupi" si limita a un solo anno, trascorso da capitano in Lega Pro Prima Divisione. I rossoblù affrontano una stagione travagliata, chiudendo al deludente undicesimo posto.
La società calabrese, infatti, nell'agosto 2010 accetta l'offerta del Bassano Virtus, società neopromossa in terza serie, con cui il giocatore firma un biennale. Al primo anno la formazione veneta ottiene la salvezza, al termine del secondo invece retrocede in Lega Pro Seconda Divisione.
Nel novembre 2012 si accorda con il San Nicolò, club con sede a San Nicolò a Tordino in provincia di Teramo, collezionando sette presenze in Serie D tra novembre e dicembre. A gennaio passa al Borghi, nel girone romagnolo del campionato di Promozione. Chiude la carriera da calciatore rimanendo in Romagna, prima alla Ribelle in Eccellenza e poi al Domagnano nel Campionato Sammarinese.

### Dirigente
Il 30 agosto 2020 diventa il nuovo direttore sportivo del Trapani.
Il 25 giugno 2021 viene nominato quale nuovo ds della Sambenedettese.
Dalla stagione 2022-2023 diventa collaboratore dell'area tecnica al Padova affiancando il direttore sportivo Massimiliano Mirabelli.